# Anything Could Happen
"Anything Could Happen" là một bài hát của ca sĩ - nhạc sĩ Anh Ellie Goulding, phát hành dưới dạng đĩa đơn mở đường cho album phòng thu thứ hai của cô, Halcyon (2012). Được viết bởi Goulding và Jim Eliot của nhóm nhà sản xuất electropop người Anh Kish Mauve, bài hát được đánh giá cao từ các nhà phê bình. "Anything Could Happen" trở thành một thành công mức trung bình về mặt thương mại, đạt vị trí thứ 5 trên UK Singles Chart, lọt top 5 ở Ba Lan và top 20 của Úc, Cộng hòa Séc, Ireland và New Zealand. Tại Hoa Kỳ, bài hát đạt vị trí 47 tại Billboard Hot 100 và đứng đầu Hot Dance Club Songs.
Video âm nhạc cho bài hát được chỉ đạo bởi Floria Sigismondi và quay tại Malibu, California. Video mô tả Goulding và bạn trai trong video của cô bị tai nạn xe hơi. "Anything Could Happen" cũng được sử dụng trong chương trình quảng cáo cho #ShowYourColor của Beats by Dre và trong trailer cho series Girls của đài HBO. Bài hát cũng được hát lại bởi the Script, fun. và Fifth Harmony.

## Bối cảnh và biên soạn
Goulding đã xuất hiện trên đài [[BTCN Radio 1]] của Fearne Cotton vào ngày 9 tháng 8 năm 2012 để phát hành bài hát. Cô ấy đã chia sẻ với Cotton, "Tôi đã ở bên bài hát này trong một thời gian dài, tôi đã phải nghe đi nghe lại nó rất nhiều lần và thấy đây là thứ mình đang trông đợi."
Trong một đoạn phim ngắn về quá trình quay video âm nhạc cho "Anything Could Happen", Goulding đã nói với MTV News, "Tôi đã từng nghĩ về một bài hát à vừa có thể nói về tuổi thơ của tôi, lại vừa có thể nói về một mối quan hệ đã qua, và, uhm, cũng nói về một quan niệm sống thật tốt [...] Và đó chính là bản 'Anything Could Happen,' [và] tôi mong mọi người sau khi nghe xong bài này có thể sẽ đưa người yêu đi chơi, hoặc tận hưởng những ngày lễ một cách trọn vẹn. Tôi mong bài hát sẽ là một lời nhắn nhủ lạc quan để phản đối việc khiến mọi người buồn bã."
Theo Musicnotes.com của Sony/ATV Music Publishing, "Anything Could Happen" được viết ở khóa Đô trưởng, nhịp độ ở mức trung bình với 103 nhịp trên phút. Quãng giọng của Goulding trải từ âm G3 đến âm E5 trong bài hát.

## Đánh giá chuyên môn
"Anything Could Happen" nhận được những đánh giá tích cực từ giới phê bình, hầu hết đều đề cao giọng hát của Goulding và thông điệp ý nghĩa của bài hát. Lewis Corner của Digital Spy cho "Anything Could Happen" bốn trên năm sao, với lời nhận xét, "'Sau khi đấu đá lẫn nhau chúng ta quyết định chiến đấu cùng nhau/ Em đoán rằng chúng ta đã nhận ra những việc con người nên làm,' bản electro-folk lạc quan mang những nhịp trống chồng lên nhau và tiếng piano dày đặc, rồi tới đoạn điệp khúc bất ngờ đầy ám ảnh với những tiếng "ooohs" ở nốt cao. Đây xứng đáng là một bản tình ca quốc dân, và sự thật là, bài hát có thể sẽ dần thay thế 'Puppy Love' trong những lễ cưới vào nhiều năm tới." Entertainment Weekly đã bình luận rằng với "Anything Could Happen", Goulding "đã tạo ra một bản nhạc đỉnh cao của dòng synth-pop lung linh." Erin Thompson của tờ Seattle Weekly đã mô tả bài hát là một bản nhạc "đáng yêu" và "mang sức ảnh hưởng lớn", đồng thời cũng đề cao Goulding khi cô "viết bài hát giống như mở ra một câu chuyện". "Anything Could Happen" dứng tại vị trí thứ 84 trong danh sách Pazz & Jop của tờVillage Voice.

## Diễn biến thương mại
"Anything Could Happen" mở đầu tại vị trí số 5 trên UK Singles Chart, bán được 49,680 bản trong tuần đầu. Bài hát giữ nguyên vị trí ở tuần tiếp theo với 37,895 bản. Tính đến tháng 8 năm 2013, bài hát đã bán được 326,836 bản chỉ riêng tại Anh Quốc.
Tại Hoa Kỳ, "Anything Could Happen" mở đầu tại vị trí thứ 17 tại Bubbling Under Hot 100 Singles vào ngày 8 tháng 9 năm 2012, và đạt vị trí thứ 3 vào ngày 20 tháng 10 sau khi được phát trên radio. Bài hát mở đầu trên Billboard Hot 100 tại vị trí thứ 75 vào ngày 27 tháng 10 năm 2012, đạt đến vị trí thứ 47. Bài hát cũng đạt vị trí quán quân của Hot Dance Club Songs trong tuần cuối cùng của năm 2012. Bài hát đạt chứng nhận Vàng của Hiệp hội Công nghiệp Thu âm Mỹ (RIAA) vào ngày 17 tháng 1 năm 2013, và Bạch kim vào ngày 21 tháng 7 năm 2013. As of January 2014, the song had sold 1,166,000 copies in the US.
Bài hát cũng đạt một số thành công ở các thị trường khác, đạt vị trí thứ 2 tại Ba Lan, thứ 16 tại Séc, Ireland và New Zealand, thứ 20 ở Australia, thứ 37 tại Canada và thứ 66 tại Đức.

## Video âm nhạc
Video âm nhạc chính thức cho "Anything Could Happen" được chỉ đạo bởi Floria Sigismondi. Trong một cuộc phỏng vấn với Carson Daly của đài 97.1 AMP Radio vào ngày 6 tháng 8 năm 2012, Goulding đã thông báo rằng video âm nhạc chính thức cho "Anything Could Happen" sẽ được quay vào ngày tiếp theo tại Malibu, California. Video mô tả cảnh một chiếc xe bị hỏng ngay bên một bãi biển ở Malibu. "Tôi đã tìm thấy mình trên một hòn đá, và tôi không biết vì sao.", cô chia sẻ với Fuse. "Tôi đã ở trong một vụ tai nạn xe hơi. Và tôi trở thành một thứ giống tiên cá." Cô nói thêm, "Tôi muốn được làm một video to lớn với những hiệu ứng đẹp bên một bãi biển [...] Tôi muốn làm một thứ gì đó để đời." Vào cuối tháng 8 năm 2012, có thông tin Goulding đã từ chối dùng người đóng thế trong một cảnh quay của video, là cảnh quay cô rơi xuống bãi đá từ mái nhà.
Vào ngày 5 tháng 9, video chính thức cho "Anything Could Happen" được ra mắt trên kênh YouTube của Goulding. Video mô tả cảnh Goulding và bạn-trai-trong-video của cô gặp phải một tai nạn xe hơi và rơi xuống một bãi biển. Goulding sau đó tỉnh dậy ở bãi biển, hát theo bản nhạc và đi xung quanh bãi biển với những khối cầu bằng bạc và những mảnh gương hình tam giác nổi lên trên mặt biển. Goulding cũng khóc và chảy máu mũi trong video. Video tiếp tục với cảnh cô và người bạn trai đó gặp nhau ở nơi gọi là "sau sự sống". Sau đó là cảnh cô nhìn chiếc xe bị tai nạn từ trên xuống và quan sát người bạn trai bị dính đầy máu và một quả cầu hồng đang nâng cô lên. Video kết thúc khi Goulding rời khỏi hiện trường vụ tai nạn.

### Video lời bài hát
Vào cuối tháng 7 năm 2012, Goulding đã mời các fan của cô qua Facebook để tạo ra một video lời bài hát cho "Anything Could Happen" bằng cách chụp ảnh họ với những tấm bìa ghi lời bài hát lên Instagram. Video được đăng tải lên YouTube vào ngày 9 tháng 8 năm 2012.

### Phiên bản chỉnh sửa của Ben & Ellie
Một video thứ hai, mang tên "Ben & Ellie Edit", được phát hành ngày 9 tháng 10 năm 2012. Video bắt đầu với chữ "Ellie Goulding", và trộn cảnh một chiếc xe đang lái và cảnh Goulding đang nhảy với nhau. Khi bài hát bắt đầu, Goulding bắt đầu hát, sau đó là hiệu ứng ánh sáng, tầm nhìn cửa bên của xe, nhảy múa và hát theo bài hát.

## Danh sách bài hát
| - EP kỹ thuật số tại Anh Quốc và Ireland – Remixes 1. "Anything Could Happen" – 4:46 2. "Anything Could Happen" (Birdy Nam Nam Remix) – 4:01 3. "Anything Could Happen" (Submerse Remix) – 5:02 4. "Hanging On" (Sigma Remix) – 4:40 - Đĩa than 7" quảng bá tại Hoa Kỳ A. "Anything Could Happen" – 4:46 B. "Anything Could Happen" (White Sea Remix) – 5:06 | - EP kỹ thuật số tại Hoa Kỳ và Canada – Remixed 1. "Anything Could Happen" (Betablock3r Remix) – 4:46 2. "Anything Could Happen" (Alex Metric Remix) – 7:07 3. "Anything Could Happen" (Flinch Remix) – 4:24 4. "Anything Could Happen" (Birdy Nam Nam Remix) – 4:01 5. "Anything Could Happen" (White Sea Remix) – 5:03 6. "Anything Could Happen" (Submerse Remix) – 5:02 7. "Anything Could Happen" (Guy Scheiman TLV Club Remix) – 7:45 |

## Những người thực hiện
Chi tiết về đội ngũ sản xuất lấy từ phần chú thích bìa của CD Halcyon.
- Ellie Goulding – giọng, sản xuất
- Graham Archer – sản xuất hợp âm
- Ben Baptie – sản xuất bổ sung, phối nhạc
- Jim Eliot – trống, lập trình trống, bộ gõ, piano, sản xuất, hiệu ứng âm thanh, tổng hợp
- Tom Elmhirst – phối nhạc
- London Community Gospel Choir – hợp âm
- Sally Herbert – sắp xếp hợp âm và hướng dẫn
- Joel M. Peters – trợ lý sản xuất hợp âm

## Bảng xếp hạng
| Bảng xếp hạng (2012–13)                         | Vị trí cao nhất |
| ----------------------------------------------- | --------------- |
| Úc (ARIA)                                       | 20              |
| Bỉ (Ultratop 50 Flanders)                       | 31              |
| Canada (Canadian Hot 100)                       | 37              |
| Cộng hòa Séc (Rádio Top 100)                    | 16              |
| Châu Âu Digital Song Sales (Billboard)          | 9               |
| Trường songid là BẮT BUỘC CHO BẢNG XẾP HẠNG ĐỨC | 66              |
| Ireland (IRMA)                                  | 16              |
| New Zealand (Recorded Music NZ)                 | 16              |
| Ba Lan (Polish Airplay Top 100)                 | 2               |
| Romania (Romanian Top 100)                      | 58              |
| Scotland (OCC)                                  | 5               |
| Thụy Sĩ (Schweizer Hitparade)                   | 68              |
| Anh Quốc (OCC)                                  | 5               |
| Hoa Kỳ Billboard Hot 100                        | 47              |
| Hoa Kỳ Dance Club Songs (Billboard)             | 1               |
| Hoa Kỳ Pop Airplay (Billboard)                  | 28              |

| Bảng xếp hạng (2012)                       | Vị trí |
| ------------------------------------------ | ------ |
| Anh Quốc Singles (Official Charts Company) | 98     |

| Bảng xếp hạng (2013)                    | Vị trí |
| --------------------------------------- | ------ |
| Hoa Kỳ Hot Dance Club Songs (Billboard) | 26     |

## Chứng nhận
| Quốc gia                                                                           | Chứng nhận | Số đơn vị/doanh số chứng nhận |
| ---------------------------------------------------------------------------------- | ---------- | ----------------------------- |
| Úc (ARIA)                                                                          | Vàng       | 35.000^                       |
| México (AMPROFON)                                                                  | Vàng       | 30,000*                       |
| New Zealand (RMNZ)                                                                 | Vàng       | 0*                            |
| Na Uy (IFPI)                                                                       | Bạch kim   | 10.000*                       |
| Anh Quốc (BPI)                                                                     | Vàng       | 400.000^                      |
| Hoa Kỳ (RIAA)                                                                      | Bạch kim   | 1,166,000                     |
| * Chứng nhận dựa theo doanh số tiêu thụ. ^ Chứng nhận dựa theo doanh số nhập hàng. |            |                               |

## Lịch sử phát hành
| Khu vực   | Ngày                | Định dạng                | Nhãn                  |
| --------- | ------------------- | ------------------------ | --------------------- |
| Anh Quốc  | 9 tháng 8 năm 2012  | Radio HC                 | Polydor               |
| Úc        | 17 tháng 8 năm 2012 | Tải nhạc số              | Polydor               |
| Bỉ        | 17 tháng 8 năm 2012 | Tải nhạc số              | Polydor               |
| Pháp      | 17 tháng 8 năm 2012 | Tải nhạc số              | Polydor               |
| Đức       | 17 tháng 8 năm 2012 | Tải nhạc số              | Polydor               |
| Thụy Điển | 17 tháng 8 năm 2012 | Tải nhạc số              | Polydor               |
| Canada    | 21 tháng 8 năm 2012 | Tải nhạc số              | Polydor               |
| Hoa Kỳ    | 21 tháng 8 năm 2012 | Tải nhạc số              | Cherrytree Interscope |
| Ireland   | 27 tháng 9 năm 2012 | EP kỹ thuật số – Remixes | Polydor               |
| Anh Quốc  | 27 tháng 9 năm 2012 | EP kỹ thuật số – Remixes | Polydor               |
| Hoa Kỳ    | 2 tháng 10 năm 2012 | Đài HC                   | Cherrytree Interscope |
| Canada    | 15 tháng 1 năm 2013 | EP kỹ thuật số – Remixed | Polydor               |
| Hoa Kỳ    | 15 tháng 1 năm 2013 | EP kỹ thuật số – Remixed | Cherrytree Interscope |